# جين تشانس
جين تشانس (بالإنجليزية: Jane Chance)‏ هي بروفيسورة أمريكية، ولدت في 1945.